# Eleição presidencial nos Estados Unidos em 1852
A eleição presidencial dos Estados Unidos de 1852 foi a décima-sétima eleição presidencial do país. Foi em muitos aspectos uma repetição da eleição de 1844. Mais uma vez, o atual presidente era um Whig, que tinha conseguido chegar a presidência após a morte de seu antecessor.
Franklin Pierce e o companheiro de chapa William R. King passou a ganhar o que era na época uma das maiores vitórias eleitorais da nação, vencendo Winfield Scott e seu candidato a vice-presidente, William Alexander Graham. Depois da eleição de 1852, o Partido Whig rapidamente entrou em colapso, e os membros do partido em declínio não conseguiram nomear um candidato para a próxima corrida presidencial, mas foi logo substituído como principal oposição do Partido Democrata pelo novo Partido Republicano.

## Processo eleitoral
A partir de 1832, os candidatos para presidente e vice começaram a ser escolhidos através das Convenções. Os delegados partidários, escolhidos por cada estado para representá-los, escolhem quem será lançado candidato pelo partido. Os eleitores gerais elegem outros "eleitores" que formam o Colégio Eleitoral. A quantidade de "eleitores" por estado varia de acordo com a quantidade populacional do estado. Em quase todos os estados, o vencedor do voto popular leva todos os votos do Colégio Eleitoral.

## Convenções

### Convenção Nacional do Partido Liberdade de 1851 e 1852
Em 17 de setembro de 1851 foi realizada a Convenção Nacional do Partido Liberdade em Buffalo (Nova Iorque). Havia poucos delegados presentes, foi nomeado nesta convenção Gerrit Smith para presidente e Durkee Charles para vice-presidente.
Noutra convenção em 1 de setembro de 1852 em Syracuse (Nova Iorque), duas resoluções foram oferecidas. Gerrit Smith ofereceu uma resolução recomendando que o Partido Liberdade deveria nomear o bilhete do Partido Solo Livre. William Goodell ofereceu uma resolução pedindo uma competição e nomeando um candidato do partido. A convenção votou para a resolução de Smith por uma margem de 17. Os defensores de Goodell mantêm e realizam outra convenção.
Na terceira convenção no dia 3 de setembro no mesmo local foi nomeado William Goodell para Presidente e Charles C. Foote vice-presidente. Foote não aceita o convite.
Em 30 de setembro de 1852 se realiza em Syracuse (Nova Iorque) a quarta e última convenção para aquela eleição.
A convenção nomeou William Goodell para presidente e M. Samuel Piper para vice-presidente. Alguns delegados apoiaram Hale do Partido Solo Livre.

### Convenção Nacional do Partido Democrata de 1852
Os democratas se reuniram em Baltimore, em 1 e 5 junho de 1852, quatro candidatos principais disputavam a nomeação: Lewis Cass que tinha o apoio dos estados do norte; James Buchanan popular no Sul bem como em seu estado natal; Stephen A. Douglas candidato dos expansionistas e dos interesses em ferrovias; e William L. Marcy cuja força estava centrada em seu estado natal.

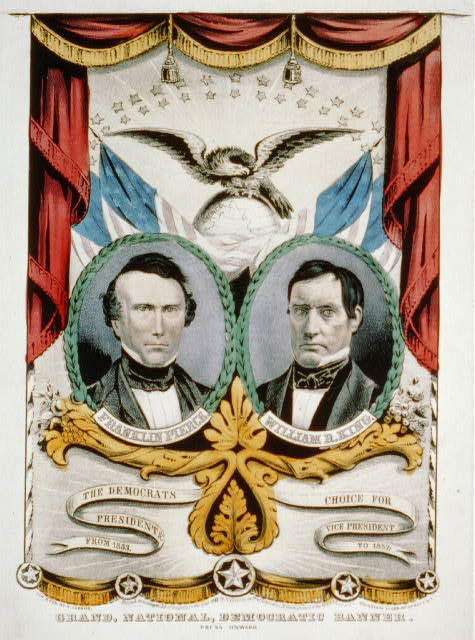
Cartaz Democrata com Franklin Pierce e William R. King.

| Votação presidencial da 6ª Convenção do Partido Democrata | Votação presidencial da 6ª Convenção do Partido Democrata | Votação presidencial da 6ª Convenção do Partido Democrata | Votação presidencial da 6ª Convenção do Partido Democrata | Votação presidencial da 6ª Convenção do Partido Democrata | Votação presidencial da 6ª Convenção do Partido Democrata | Votação presidencial da 6ª Convenção do Partido Democrata | Votação presidencial da 6ª Convenção do Partido Democrata | Votação presidencial da 6ª Convenção do Partido Democrata | Votação presidencial da 6ª Convenção do Partido Democrata | Votação presidencial da 6ª Convenção do Partido Democrata | Votação presidencial da 6ª Convenção do Partido Democrata | Votação presidencial da 6ª Convenção do Partido Democrata | Votação presidencial da 6ª Convenção do Partido Democrata | Votação presidencial da 6ª Convenção do Partido Democrata | Votação presidencial da 6ª Convenção do Partido Democrata | Votação presidencial da 6ª Convenção do Partido Democrata | Votação presidencial da 6ª Convenção do Partido Democrata | Votação presidencial da 6ª Convenção do Partido Democrata | Votação presidencial da 6ª Convenção do Partido Democrata | Votação presidencial da 6ª Convenção do Partido Democrata | Votação presidencial da 6ª Convenção do Partido Democrata | Votação presidencial da 6ª Convenção do Partido Democrata | Votação presidencial da 6ª Convenção do Partido Democrata | Votação presidencial da 6ª Convenção do Partido Democrata | Votação presidencial da 6ª Convenção do Partido Democrata |
| Candidato/Votações                                        | 1ª                                                        | 2ª                                                        | 3ª                                                        | 4ª                                                        | 5ª                                                        | 6ª                                                        | 7ª                                                        | 8ª                                                        | 9ª                                                        | 10ª                                                       | 11ª                                                       | 12ª                                                       | 13ª                                                       | 14ª                                                       | 15ª                                                       | 16ª                                                       | 17ª                                                       | 18ª                                                       | 19ª                                                       | 20ª                                                       | 21ª                                                       | 22ª                                                       | 23ª                                                       | 24ª                                                       | 25ª                                                       |
| --------------------------------------------------------- | --------------------------------------------------------- | --------------------------------------------------------- | --------------------------------------------------------- | --------------------------------------------------------- | --------------------------------------------------------- | --------------------------------------------------------- | --------------------------------------------------------- | --------------------------------------------------------- | --------------------------------------------------------- | --------------------------------------------------------- | --------------------------------------------------------- | --------------------------------------------------------- | --------------------------------------------------------- | --------------------------------------------------------- | --------------------------------------------------------- | --------------------------------------------------------- | --------------------------------------------------------- | --------------------------------------------------------- | --------------------------------------------------------- | --------------------------------------------------------- | --------------------------------------------------------- | --------------------------------------------------------- | --------------------------------------------------------- | --------------------------------------------------------- | --------------------------------------------------------- |
| Franklin Pierce                                           | 0                                                         | 0                                                         | 0                                                         | 0                                                         | 0                                                         | 0                                                         | 0                                                         | 0                                                         | 0                                                         | 0                                                         | 0                                                         | 0                                                         | 0                                                         | 0                                                         | 0                                                         | 0                                                         | 0                                                         | 0                                                         | 0                                                         | 0                                                         | 0                                                         | 0                                                         | 0                                                         | 0                                                         | 0                                                         |
| Lewis Cass                                                | 116                                                       | 118                                                       | 119                                                       | 115                                                       | 114                                                       | 114                                                       | 113                                                       | 113                                                       | 112                                                       | 111                                                       | 101                                                       | 98                                                        | 98                                                        | 99                                                        | 99                                                        | 99                                                        | 99                                                        | 96                                                        | 89                                                        | 81                                                        | 60                                                        | 43                                                        | 37                                                        | 33                                                        | 34                                                        |
| James Buchanan                                            | 93                                                        | 95                                                        | 94                                                        | 89                                                        | 88                                                        | 88                                                        | 88                                                        | 88                                                        | 87                                                        | 86                                                        | 87                                                        | 88                                                        | 88                                                        | 87                                                        | 87                                                        | 87                                                        | 87                                                        | 85                                                        | 85                                                        | 92                                                        | 102                                                       | 104                                                       | 104                                                       | 103                                                       | 101                                                       |
| William L. Marcy                                          | 27                                                        | 27                                                        | 26                                                        | 25                                                        | 26                                                        | 26                                                        | 26                                                        | 26                                                        | 27                                                        | 27                                                        | 27                                                        | 27                                                        | 26                                                        | 26                                                        | 26                                                        | 26                                                        | 26                                                        | 25                                                        | 26                                                        | 26                                                        | 26                                                        | 26                                                        | 27                                                        | 26                                                        | 26                                                        |
| Stephen A. Douglas                                        | 20                                                        | 23                                                        | 21                                                        | 33                                                        | 34                                                        | 34                                                        | 34                                                        | 34                                                        | 39                                                        | 40                                                        | 50                                                        | 51                                                        | 51                                                        | 51                                                        | 51                                                        | 51                                                        | 50                                                        | 56                                                        | 63                                                        | 64                                                        | 64                                                        | 77                                                        | 78                                                        | 80                                                        | 79                                                        |
| Outros                                                    | 40                                                        | 33                                                        | 36                                                        | 34                                                        | 34                                                        | 34                                                        | 35                                                        | 35                                                        | 31                                                        | 32                                                        | 31                                                        | 32                                                        | 33                                                        | 33                                                        | 33                                                        | 33                                                        | 34                                                        | 34                                                        | 33                                                        | 33                                                        | 44                                                        | 46                                                        | 50                                                        | 54                                                        | 56                                                        |
| Candidato/Votações                                        | 26ª                                                       | 27ª                                                       | 28ª                                                       | 29ª                                                       | 30ª                                                       | 31ª                                                       | 32ª                                                       | 33ª                                                       | 34ª                                                       | 35ª                                                       | 36ª                                                       | 37ª                                                       | 38ª                                                       | 39ª                                                       | 40ª                                                       | 41ª                                                       | 42ª                                                       | 43ª                                                       | 44ª                                                       | 45ª                                                       | 46ª                                                       | 47ª                                                       | 48ª                                                       | 49ª                                                       |                                                           |
| Franklin Pierce                                           | 0                                                         | 0                                                         | 0                                                         | 0                                                         | 0                                                         | 0                                                         | 0                                                         | 0                                                         | 0                                                         | 15                                                        | 30                                                        | 29                                                        | 29                                                        | 29                                                        | 29                                                        | 29                                                        | 29                                                        | 29                                                        | 29                                                        | 29                                                        | 44                                                        | 49                                                        | 55                                                        | 282                                                       |                                                           |
| Lewis Cass                                                | 33                                                        | 32                                                        | 28                                                        | 27                                                        | 33                                                        | 65                                                        | 93                                                        | 123                                                       | 130                                                       | 131                                                       | 122                                                       | 120                                                       | 107                                                       | 106                                                       | 107                                                       | 107                                                       | 101                                                       | 101                                                       | 101                                                       | 96                                                        | 78                                                        | 75                                                        | 72                                                        | 2                                                         |                                                           |
| James Buchanan                                            | 101                                                       | 98                                                        | 96                                                        | 98                                                        | 91                                                        | 83                                                        | 74                                                        | 72                                                        | 49                                                        | 39                                                        | 28                                                        | 28                                                        | 28                                                        | 28                                                        | 27                                                        | 27                                                        | 27                                                        | 27                                                        | 27                                                        | 27                                                        | 28                                                        | 28                                                        | 28                                                        | 0                                                         |                                                           |
| William L. Marcy                                          | 26                                                        | 26                                                        | 26                                                        | 26                                                        | 26                                                        | 26                                                        | 26                                                        | 25                                                        | 33                                                        | 34                                                        | 58                                                        | 70                                                        | 84                                                        | 85                                                        | 85                                                        | 85                                                        | 91                                                        | 91                                                        | 91                                                        | 97                                                        | 98                                                        | 95                                                        | 89                                                        | 0                                                         |                                                           |
| Stephen A. Douglas                                        | 80                                                        | 85                                                        | 88                                                        | 91                                                        | 92                                                        | 92                                                        | 80                                                        | 60                                                        | 53                                                        | 52                                                        | 43                                                        | 34                                                        | 33                                                        | 33                                                        | 33                                                        | 33                                                        | 33                                                        | 33                                                        | 33                                                        | 32                                                        | 32                                                        | 33                                                        | 33                                                        | 2                                                         |                                                           |
| Outros                                                    | 56                                                        | 55                                                        | 58                                                        | 54                                                        | 54                                                        | 30                                                        | 23                                                        | 16                                                        | 31                                                        | 25                                                        | 15                                                        | 15                                                        | 15                                                        | 15                                                        | 15                                                        | 15                                                        | 15                                                        | 15                                                        | 15                                                        | 15                                                        | 16                                                        | 16                                                        | 19                                                        | 10                                                        |                                                           |

| Votação vice-presidencial da 6ª Convenção do Partido Democrata | Votação vice-presidencial da 6ª Convenção do Partido Democrata | Votação vice-presidencial da 6ª Convenção do Partido Democrata |
| Candidato/Votações                                             | 1ª                                                             | 2ª                                                             |
| -------------------------------------------------------------- | -------------------------------------------------------------- | -------------------------------------------------------------- |
| William R. King                                                | 125                                                            | 277                                                            |
| Solomon W. Downs                                               | 30                                                             | 0                                                              |
| John B. Weller                                                 | 28                                                             | 0                                                              |
| David R. Atchison                                              | 25                                                             | 0                                                              |
| Gideon Pillow J.                                               | 25                                                             | 0                                                              |
| Robert Strange                                                 | 23                                                             | 0                                                              |
| William O. Butler                                              | 13                                                             | 0                                                              |
| Thomas J. Rusk                                                 | 13                                                             | 0                                                              |
| Jefferson Davis                                                | 2                                                              | 11                                                             |
| Howell Cobb                                                    | 2                                                              | 0                                                              |
| Abstenção                                                      | 2                                                              | 0                                                              |

### Convenção Nacional do PartidoWhigde 1852

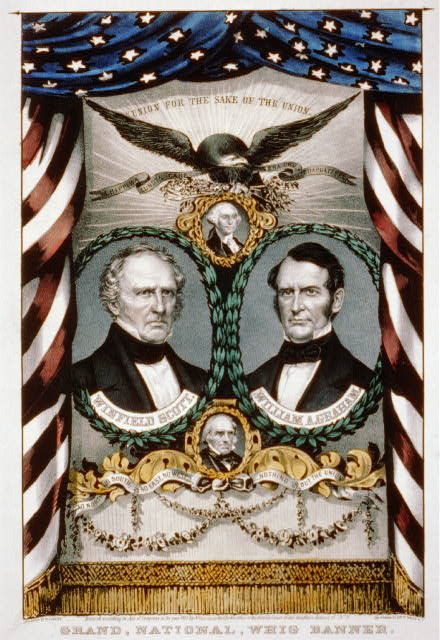
Cartaz Whig com Winfield Scott e William A. Graham.

A quarta Convenção Nacional do Partido Whig aconteceu entre 17 e 20 de junho em Baltimore (Maryland). A convenção nacional foi profundamente dividida. No primeiro escrutínio presidencial, Fillmore foi colocado em primeiro lugar com 133 votos a 131 para Scott e 29 de Webster. Os delegados passaram a votação no dia seguinte. Scott assumiu a liderança na 8ª votação e não perdeu mais. Foram propostas diversas medidas para lidar com o impasse, inclusive chamando uma nova convenção.
| Votação presidencial da 4ª Convenção do Partido Whig | Votação presidencial da 4ª Convenção do Partido Whig | Votação presidencial da 4ª Convenção do Partido Whig | Votação presidencial da 4ª Convenção do Partido Whig | Votação presidencial da 4ª Convenção do Partido Whig | Votação presidencial da 4ª Convenção do Partido Whig | Votação presidencial da 4ª Convenção do Partido Whig | Votação presidencial da 4ª Convenção do Partido Whig | Votação presidencial da 4ª Convenção do Partido Whig | Votação presidencial da 4ª Convenção do Partido Whig | Votação presidencial da 4ª Convenção do Partido Whig | Votação presidencial da 4ª Convenção do Partido Whig | Votação presidencial da 4ª Convenção do Partido Whig | Votação presidencial da 4ª Convenção do Partido Whig | Votação presidencial da 4ª Convenção do Partido Whig | Votação presidencial da 4ª Convenção do Partido Whig | Votação presidencial da 4ª Convenção do Partido Whig | Votação presidencial da 4ª Convenção do Partido Whig | Votação presidencial da 4ª Convenção do Partido Whig | Votação presidencial da 4ª Convenção do Partido Whig | Votação presidencial da 4ª Convenção do Partido Whig | Votação presidencial da 4ª Convenção do Partido Whig | Votação presidencial da 4ª Convenção do Partido Whig | Votação presidencial da 4ª Convenção do Partido Whig | Votação presidencial da 4ª Convenção do Partido Whig | Votação presidencial da 4ª Convenção do Partido Whig | Votação presidencial da 4ª Convenção do Partido Whig | Votação presidencial da 4ª Convenção do Partido Whig |
| Candidato/Votações                                   | 1ª                                                   | 2ª                                                   | 3ª                                                   | 4ª                                                   | 5ª                                                   | 6ª                                                   | 7ª                                                   | 8ª                                                   | 9ª                                                   | 10ª                                                  | 11ª                                                  | 12ª                                                  | 13ª                                                  | 14ª                                                  | 15ª                                                  | 16ª                                                  | 17ª                                                  | 18ª                                                  | 19ª                                                  | 20ª                                                  | 21ª                                                  | 22ª                                                  | 23ª                                                  | 24ª                                                  | 25ª                                                  | 26ª                                                  | 27ª                                                  |
| ---------------------------------------------------- | ---------------------------------------------------- | ---------------------------------------------------- | ---------------------------------------------------- | ---------------------------------------------------- | ---------------------------------------------------- | ---------------------------------------------------- | ---------------------------------------------------- | ---------------------------------------------------- | ---------------------------------------------------- | ---------------------------------------------------- | ---------------------------------------------------- | ---------------------------------------------------- | ---------------------------------------------------- | ---------------------------------------------------- | ---------------------------------------------------- | ---------------------------------------------------- | ---------------------------------------------------- | ---------------------------------------------------- | ---------------------------------------------------- | ---------------------------------------------------- | ---------------------------------------------------- | ---------------------------------------------------- | ---------------------------------------------------- | ---------------------------------------------------- | ---------------------------------------------------- | ---------------------------------------------------- | ---------------------------------------------------- |
| Winfield Scott                                       | 131                                                  | 133                                                  | 133                                                  | 134                                                  | 130                                                  | 131                                                  | 131                                                  | 133                                                  | 133                                                  | 135                                                  | 134                                                  | 134                                                  | 134                                                  | 133                                                  | 133                                                  | 135                                                  | 132                                                  | 132                                                  | 132                                                  | 132                                                  | 133                                                  | 132                                                  | 132                                                  | 133                                                  | 133                                                  | 134                                                  | 135                                                  |
| Millard Fillmore                                     | 133                                                  | 131                                                  | 131                                                  | 130                                                  | 133                                                  | 133                                                  | 133                                                  | 131                                                  | 131                                                  | 130                                                  | 131                                                  | 130                                                  | 130                                                  | 130                                                  | 130                                                  | 129                                                  | 131                                                  | 131                                                  | 131                                                  | 131                                                  | 131                                                  | 130                                                  | 130                                                  | 129                                                  | 128                                                  | 128                                                  | 128                                                  |
| Daniel Webster                                       | 29                                                   | 29                                                   | 29                                                   | 29                                                   | 30                                                   | 29                                                   | 28                                                   | 28                                                   | 29                                                   | 29                                                   | 28                                                   | 28                                                   | 28                                                   | 29                                                   | 29                                                   | 28                                                   | 29                                                   | 28                                                   | 29                                                   | 29                                                   | 28                                                   | 30                                                   | 30                                                   | 30                                                   | 31                                                   | 30                                                   | 29                                                   |
| Outros                                               | 2                                                    | 2                                                    | 2                                                    | 3                                                    | 3                                                    | 3                                                    | 4                                                    | 4                                                    | 3                                                    | 2                                                    | 3                                                    | 4                                                    | 4                                                    | 4                                                    | 4                                                    | 4                                                    | 4                                                    | 5                                                    | 4                                                    | 4                                                    | 4                                                    | 4                                                    | 4                                                    | 4                                                    | 4                                                    | 4                                                    | 4                                                    |
| Candidato/Votações                                   | 28ª                                                  | 29ª                                                  | 30ª                                                  | 31ª                                                  | 32ª                                                  | 33ª                                                  | 34ª                                                  | 35ª                                                  | 36ª                                                  | 37ª                                                  | 38ª                                                  | 39ª                                                  | 40ª                                                  | 41ª                                                  | 42ª                                                  | 43ª                                                  | 44ª                                                  | 45ª                                                  | 46ª                                                  | 47ª                                                  | 48ª                                                  | 49ª                                                  | 50ª                                                  | 51ª                                                  | 52ª                                                  | 53ª                                                  |                                                      |
| Winfield Scott                                       | 134                                                  | 134                                                  | 134                                                  | 134                                                  | 134                                                  | 134                                                  | 135                                                  | 134                                                  | 133                                                  | 136                                                  | 136                                                  | 134                                                  | 134                                                  | 132                                                  | 134                                                  | 134                                                  | 133                                                  | 133                                                  | 134                                                  | 135                                                  | 137                                                  | 139                                                  | 142                                                  | 142                                                  | 148                                                  | 159                                                  |                                                      |
| Millard Fillmore                                     | 128                                                  | 128                                                  | 128                                                  | 128                                                  | 128                                                  | 128                                                  | 126                                                  | 128                                                  | 128                                                  | 127                                                  | 127                                                  | 128                                                  | 129                                                  | 129                                                  | 128                                                  | 128                                                  | 129                                                  | 127                                                  | 127                                                  | 129                                                  | 124                                                  | 122                                                  | 122                                                  | 120                                                  | 119                                                  | 112                                                  |                                                      |
| Daniel Webster                                       | 30                                                   | 30                                                   | 29                                                   | 30                                                   | 30                                                   | 29                                                   | 28                                                   | 28                                                   | 28                                                   | 28                                                   | 29                                                   | 30                                                   | 29                                                   | 32                                                   | 30                                                   | 30                                                   | 30                                                   | 32                                                   | 31                                                   | 29                                                   | 30                                                   | 30                                                   | 28                                                   | 29                                                   | 26                                                   | 21                                                   |                                                      |
| Outros                                               | 4                                                    | 4                                                    | 5                                                    | 4                                                    | 4                                                    | 5                                                    | 7                                                    | 6                                                    | 7                                                    | 5                                                    | 4                                                    | 4                                                    | 4                                                    | 3                                                    | 4                                                    | 4                                                    | 4                                                    | 4                                                    | 4                                                    | 3                                                    | 5                                                    | 5                                                    | 4                                                    | 5                                                    | 3                                                    | 4                                                    |                                                      |

Para a vice-presidência o Partido Whig nomeou William Alexander Graham.

### Convenção Nacional do Partido União de 1852
O Partido União foi formado em 1851 como um desdobramento do partido Whig em vários estados do sul, incluindo a Geórgia. O Partido União realizou a sua convenção na Geórgia em 7 de agosto de 1852, e nomeou para presidente Daniel Webster e J. Charles Jenkins para vice-presidente. Antes da eleição, em outubro, Daniel Webster morre.

### Convenção Nacional do Partido Solo Livre de 1852
A segunda Convenção Nacional do Partido Solo Livre foi realizada em Pittsburgh (Pensilvânia). Havia 208 delegados. John P. Hale foi nomeado para presidente e George W. Julian foi indicado para vice-presidente.

### Convenção Nacional do Partido Direitos do Sul de 1852
O Partido Direitos do Sul foi um desdobramento do Partido Democrata em vários estados do Sul e realizou a sua Convenção Nacional em 13 de setembro em Montgomery (Alabama). Havia 62 delegados presentes e nomearam George Troup para presidente, e John A. Quitman para vice-presidente.

### Convenção Nacional do Partido Nativo Americano de 1852
A segunda Convenção Nacional do Partido Nativo Americano foi realizada em Trenton entre 5 e 7 de julho. Dez estados enviaram 50 delegados. O partido teria apoiado Daniel Webster, mas com a morte dele o partido teve que nomear outro. Na Filadélfia, em 27 de outubro de 1852 foi nomeado Jacob Broom para presidente e Coates Reynell para vice-presidente.

### Candidatos escolhidos

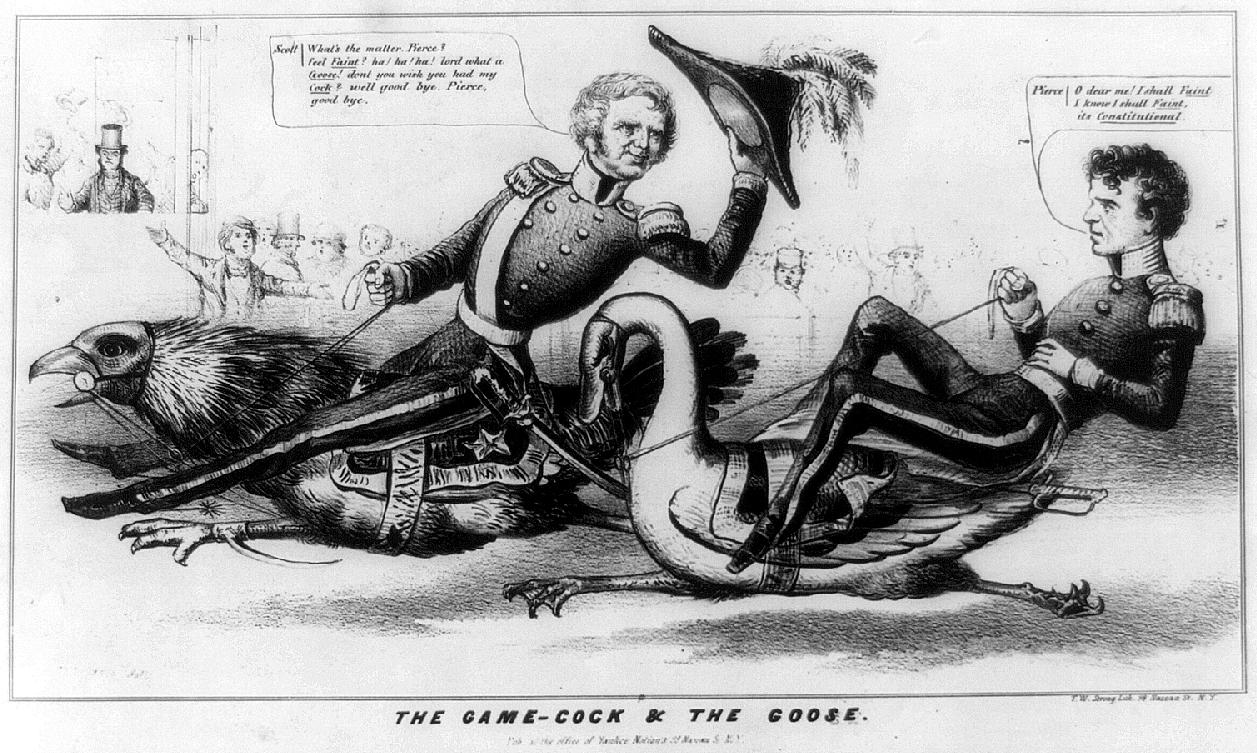
Cartoon político favorecendo Winfield Scott.

- Franklin Pierce (Democrata), senador.
- Winfield Scott (Whig), general de guerra.
- John Parker Hale (Solo Livre), senador.
- Daniel Webster (União), Secretário de Estado dos Estados Unidos.
- Jacob Broom (Nativo Americano), membro da Casa dos Representantes representando o 4º distrito congressional da Pensilvânia.
- William Goodell (Liberdade), antiescravista.
- George Troup (Direitos do Sul), governador da Geórgia.

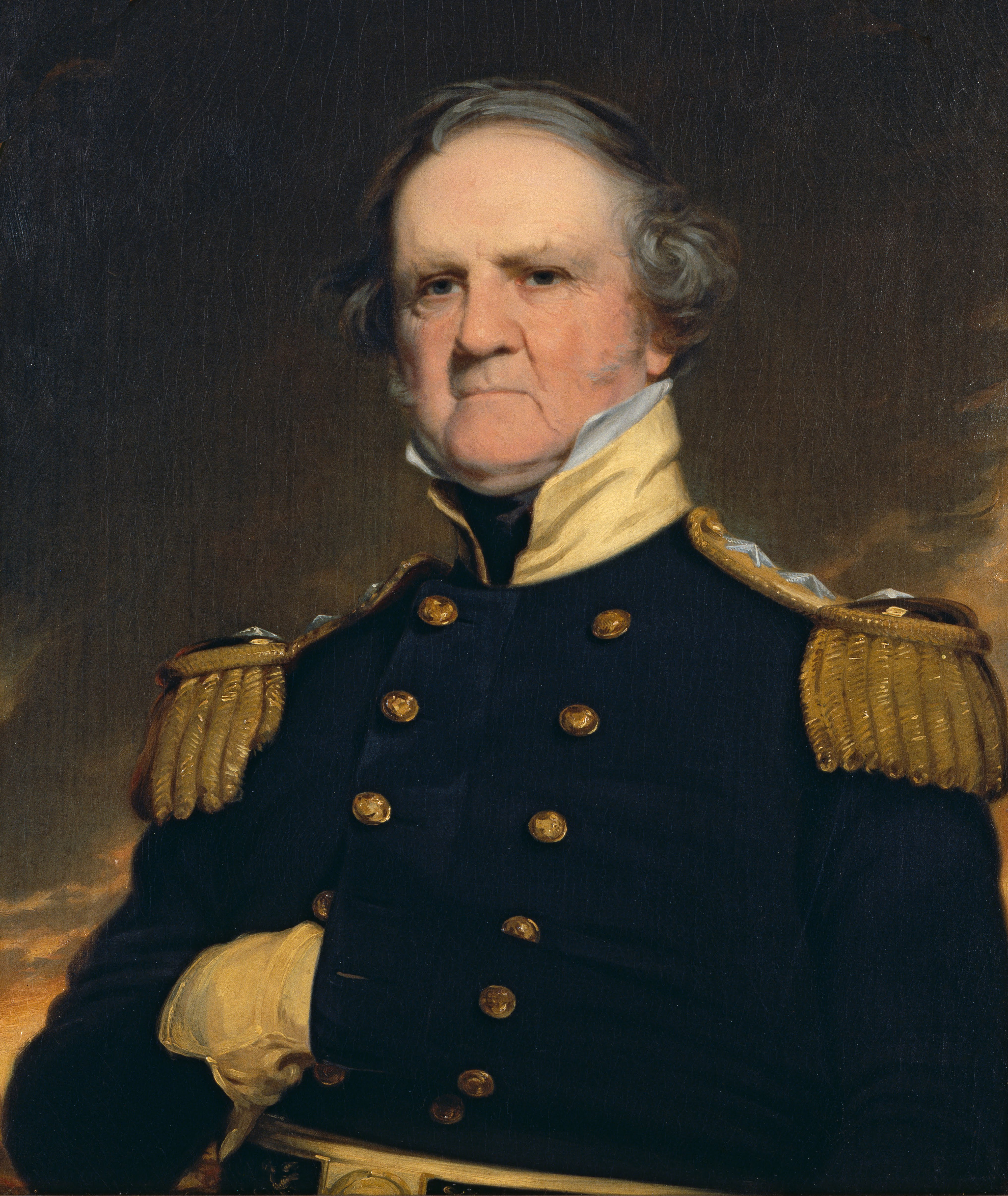
Winfield Scott
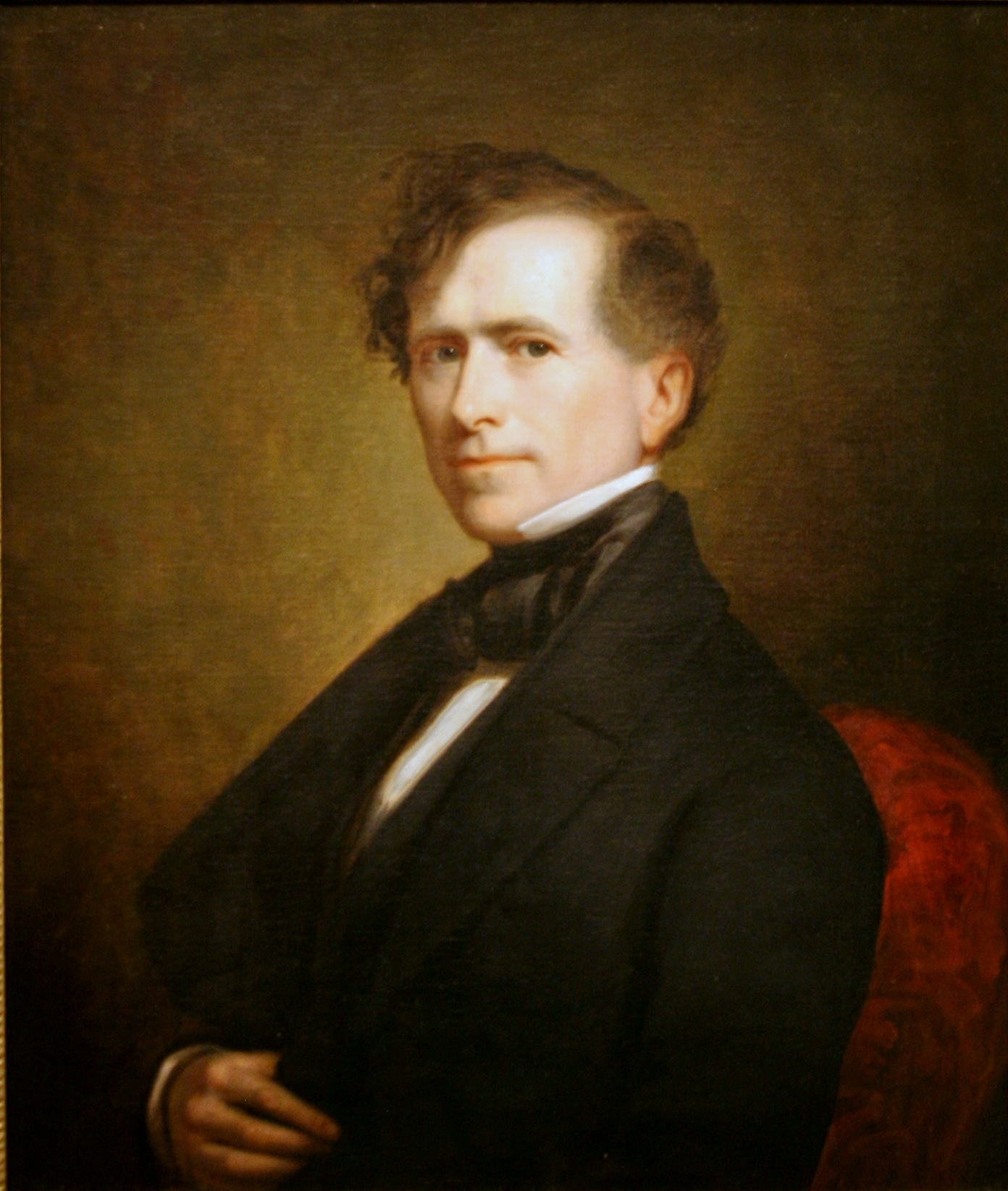
Franklin Pierce
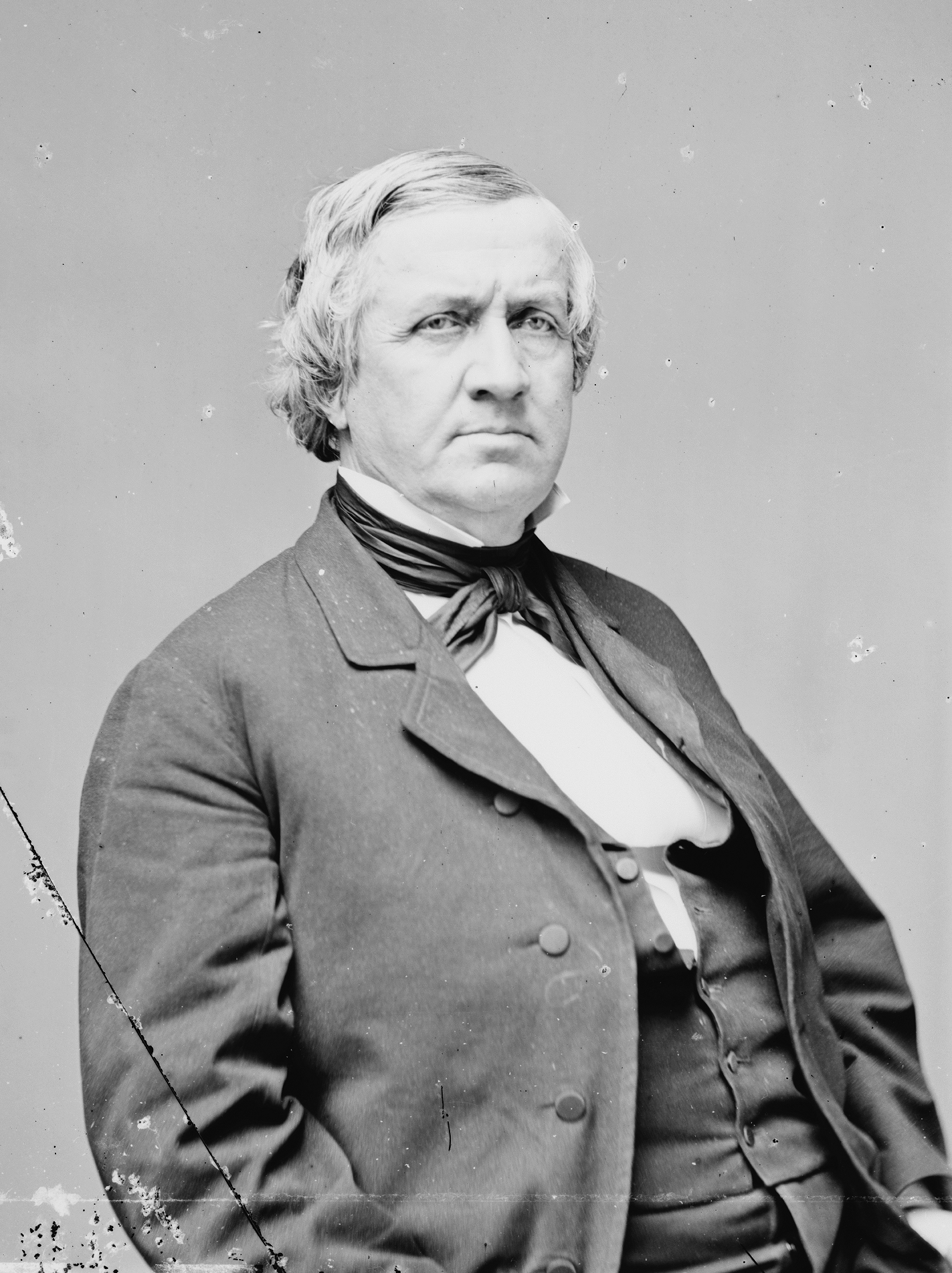
John Parker Hale
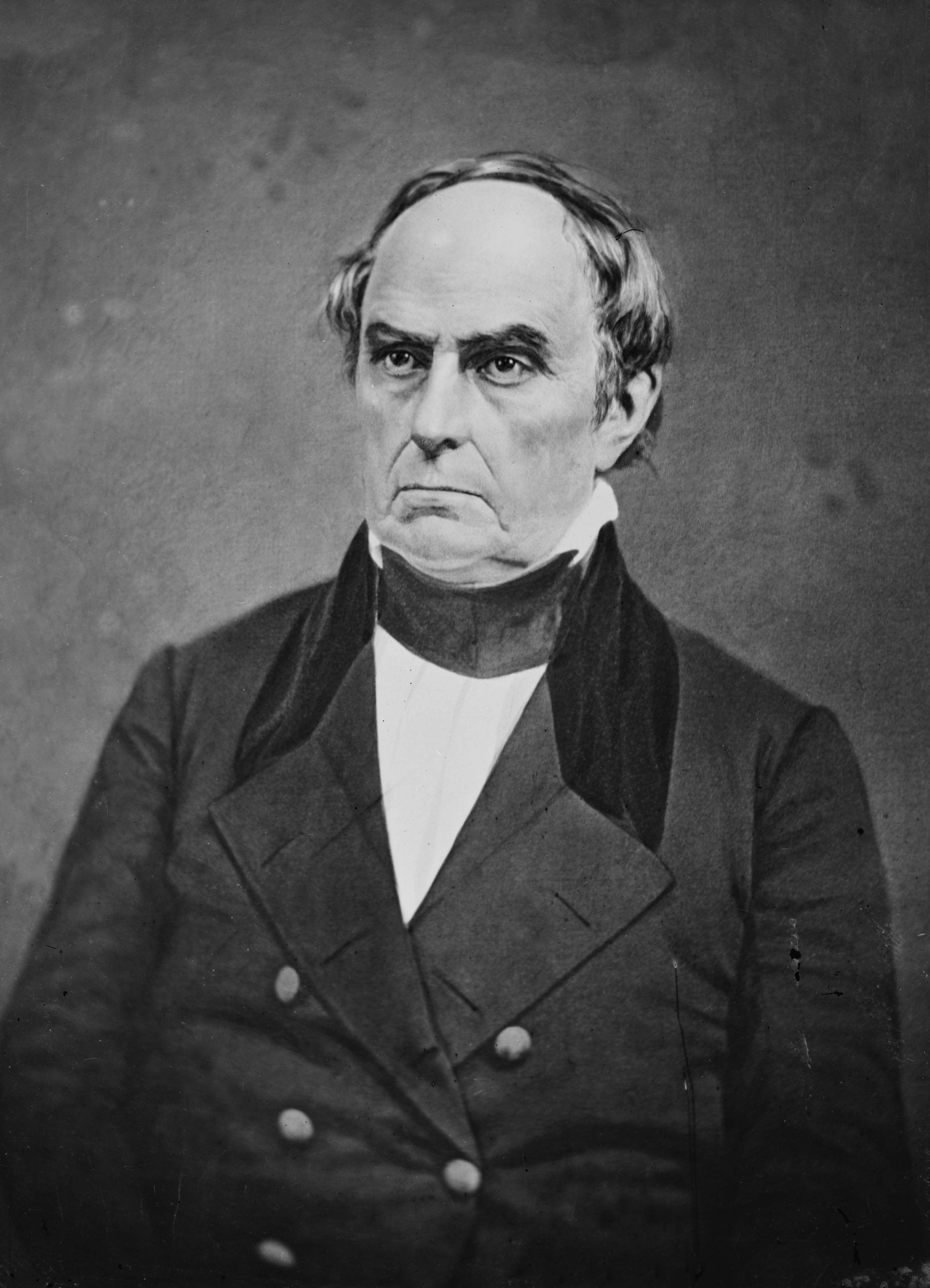
Daniel Webster
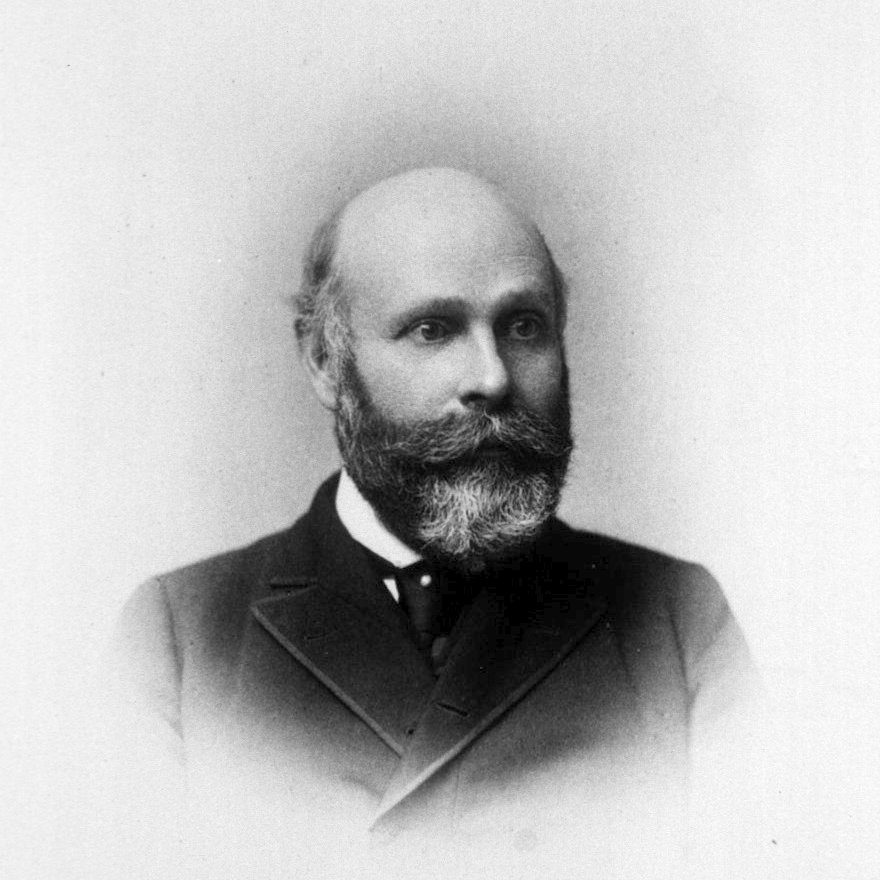
William Goodell

## Resultados
| Candidato presidencial                                           | Partido                                                          | Estado de origem                                                 | Voto popular(a)                                                  | Voto popular(a)                                                  | Colégio Eleitoral | Colégio Eleitoral | Running mate                | Running mate      | Running mate      |
| Candidato presidencial                                           | Partido                                                          | Estado de origem                                                 | Votos                                                            | %                                                                | Votos             | %                 | Candidato vice-presidencial | Estado de origem  | Colégio Eleitoral |
| ---------------------------------------------------------------- | ---------------------------------------------------------------- | ---------------------------------------------------------------- | ---------------------------------------------------------------- | ---------------------------------------------------------------- | ----------------- | ----------------- | --------------------------- | ----------------- | ----------------- |
| Franklin Pierce                                                  | Partido Democrata                                                | Nova Hampshire                                                   | 1,607,510                                                        | 50,84%                                                           | 254               | 85,8%             | William King                | Carolina do Norte | 254               |
| Winfield Scott                                                   | Partido Whig                                                     | Virgínia                                                         | 1,386,942                                                        | 43,87%                                                           | 42                | 14,2%             | William Alexander Graham    | Carolina do Norte | 42                |
| John P. Hale                                                     | Partido Solo Livre                                               | Nova Hampshire                                                   | 155,210                                                          | 4,91%                                                            | 0                 | 0%                | George Washington Julian    | Indiana           | 0                 |
| Outros                                                           | Outros                                                           | Outros                                                           | 12,168                                                           | 0,38%                                                            | 0                 | 0%                | Outros                      | Outros            | 0                 |
| Total                                                            | Total                                                            | Total                                                            | 3,164,830                                                        | 100%                                                             | 296               |                   |                             |                   | 296               |
| Votos minímos do Colégio Eleitoral de que se precisa para vencer | Votos minímos do Colégio Eleitoral de que se precisa para vencer | Votos minímos do Colégio Eleitoral de que se precisa para vencer | Votos minímos do Colégio Eleitoral de que se precisa para vencer | Votos minímos do Colégio Eleitoral de que se precisa para vencer | 149               |                   |                             |                   | 149               |

Fonte - Voto popular: Colégio Eleitoral:
(a) Os valores do voto popular excluem Carolina do Sul, onde os eleitores foram escolhidos pela Assembleia Legislativa e não pelo voto popular.

## Seleção dos "eleitores" do Colégio Eleitoral
| Método de escolha dos "eleitores" do Colégio Eleitoral       | Estado (s)               |
| ------------------------------------------------------------ | ------------------------ |
| Cada "eleitor" é nomeado pelo legislativo estadual.          | Carolina do Sul.         |
| Cada "eleitor" é escolhido pelos eleitores em todo o estado. | Todos os outros Estados. |